# Trường Trung học phổ thông Lương Ngọc Quyến, Thái Nguyên
Trường THPT Lương Ngọc Quyến là trường THPT đầu tiên và là một trong những trường THPT của tỉnh Thái Nguyên.

## Lịch sử
Trường THPT Lương Ngọc Quyến là ngôi trường được thành lập đầu tiên của tỉnh Thái Nguyên và của cả vùng Việt Bắc. Ban đầu, trường chỉ có lớp duy nhất với khoảng 40 học sinh ở thị xã và các huyện về học. Cơ sở vật chất của trường còn tạm bợ, đơn sơ, với mái lá, phên tre, nhưng không khí, tinh thần học tập rất sôi nổi. Từ khi tiếng súng toàn quốc kháng chiến bùng nổ ở Thủ đô Hà Nội cho đến năm 1954, trường trung học Lương Ngọc Quyến đã đi trọn cuộc kháng chiến chống Pháp với 4 lần di chuyển địa điểm, dừng chân trên 5 xã của ba huyện Đại Từ, Phú Bình, Đồng Hỷ. Năm học 1955 trường phổ thông cấp II-III Lương Ngọc Quyến chuyển về thị xã Thái Nguyên, đóng tại quả đồi thuộc khu vực Kép-le, sáp nhập thêm các trường cấp II Hiệp Hòa, Đồng Tiến, Tích Lương. Và đến năm học 1956-1957, trường đã đón lễ khai giảng ở địa điểm mới, phong quang, bề thế, khang trang, đó chính là địa điểm hiện nay..

## Cơ cấu tổ chức
Ban giám hiệu của nhà trường gồm có thầy Dương Xuân Hải là Phó Hiệu Trưởng hiện phụ trách,quản lí trường, 2 phó Hiệu trưởng là cô Phạm Thị Thanh Nga và cô Nguyễn Thị Thanh Hương.

## Thành tích
Trường THPT Lương Ngọc Quyến được Đảng và Nhà nước tặng 3 Huân chương Lao động: hạng Ba (1986), hạng Nhì (1991), hạng Nhất (1996). Năm 2000, Chủ tịch nước đã kí quyết định số 528 /KT-CTN phong tặng nhà trường danh hiệu "Anh hùng Lao động thời kì đổi mới". Năm 2009 nhà trường được nước CHDCND Lào trao tặng Huân chương Hữu nghị... Ngoài ra, nhà trường còn được nhận nhiều bằng khen và cờ thi đua của Bộ giáo dục, UBND tỉnh Thái Nguyên, UBND thành phố Thái Nguyên, Sở giáo dục đào tạo... và nhiều tổ chức đoàn thể khác.